# Tau Cygni
Tau Cygni (65 Cygni) é uma estrela múltipla na direção da constelação de Cygnus. Possui uma ascensão reta de 21h 14m 47.35s e uma declinação de +38° 02′ 39.6″. Sua magnitude aparente é igual a 3.74. Considerando sua distância de 68 anos-luz em relação à Terra, sua magnitude absoluta é igual a 2.14. Pertence à classe espectral F1IV. É uma estrela variável δ Scuti.